# 里尼约勒弗朗
里尼约勒弗朗（法語：Rignieux-le-Franc，法語發音：[ʁiɲø lə fʁɑ̃]）是法国东部安省的一个市镇，属于贝莱区。

## 地理
里尼约勒弗朗（45°56'24"N, 5°11'22"E）面积15.02 平方千米，位于法国奥弗涅-罗讷-阿尔卑斯大区安省，该省份为法国东部省份，北起汝拉省，西北接索恩-卢瓦尔省，西接罗讷省和里昂大都会，南至伊泽尔省，东与萨瓦省、上萨瓦省和瑞士接壤。
与里尼约勒弗朗接壤的市镇（或旧市镇、城区）包括：克朗、茹瓦约、梅克西米约、圣埃卢瓦、韦尔萨约、维略-卢瓦-莫隆。

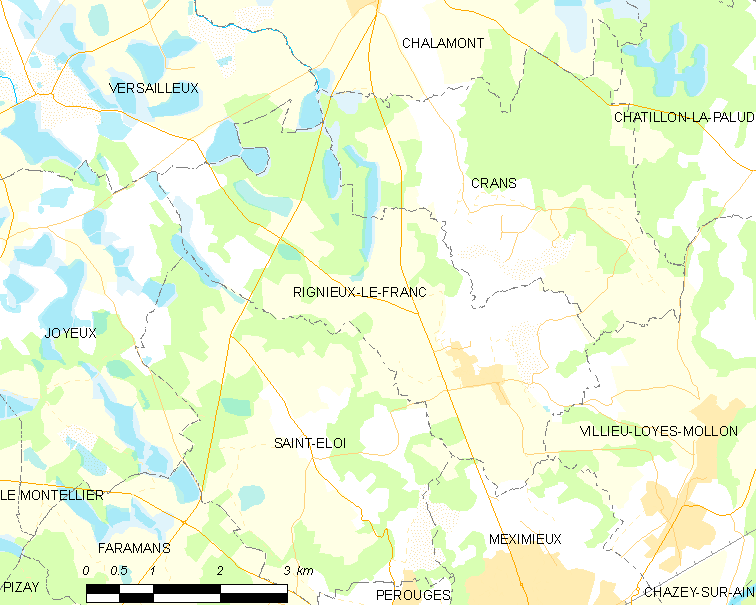
里尼约勒弗朗的OSM定位图

里尼约勒弗朗的时区为UTC+01:00、UTC+02:00（夏令时）。

## 行政
里尼约勒弗朗的邮政编码为01800，INSEE市镇编码为01325。

## 政治
里尼约勒弗朗所属的省级选区为梅克西米约县。

## 人口

1962-2008年间里尼约勒弗朗人口变化图示

里尼约勒弗朗于2022年1月1日时的人口数量为1131人。